# 巴赫蒂亞爾·卡爾吉遠征吐蕃

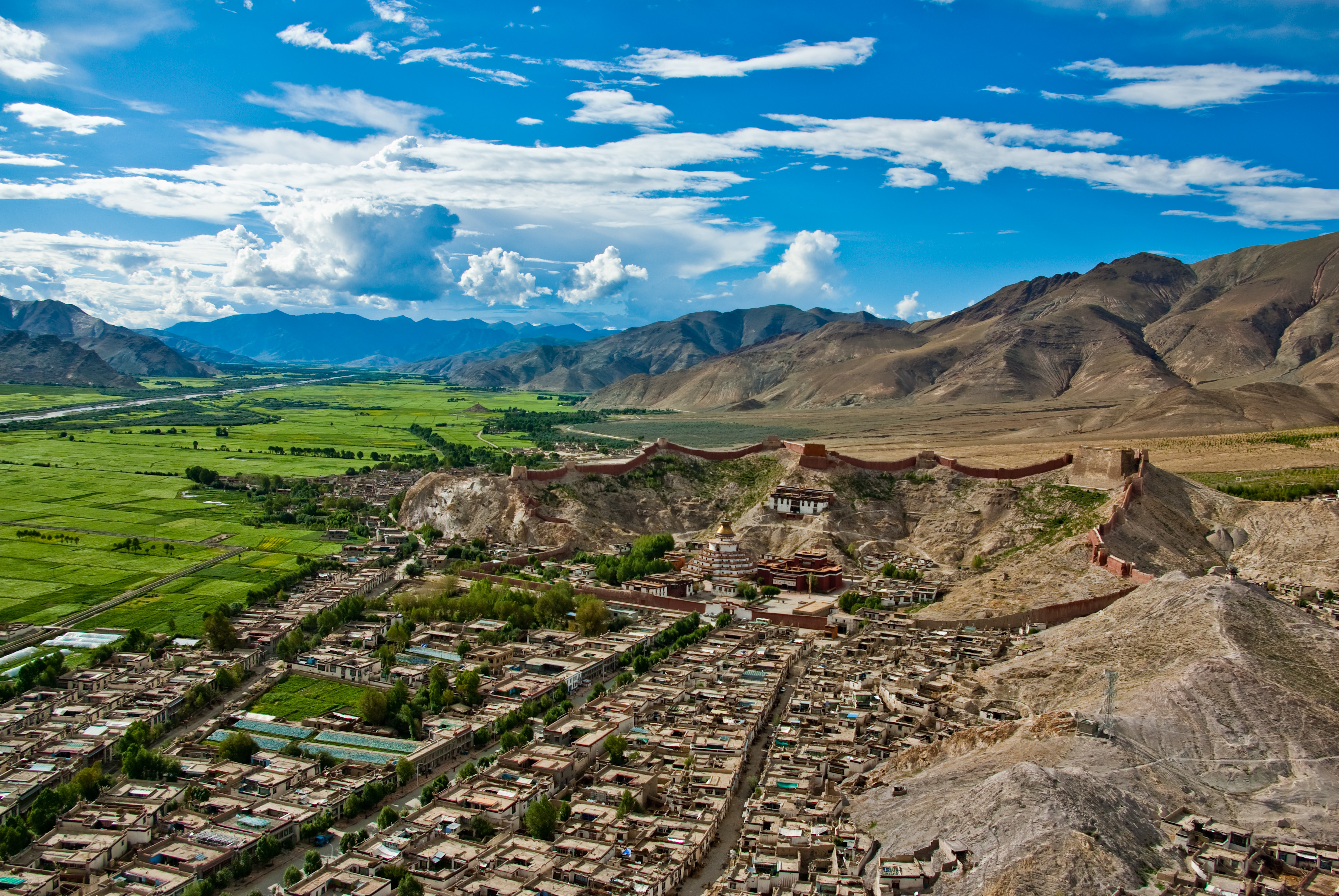
从江孜宗看到江孜

巴赫蒂亞爾·卡爾吉(1150?-1206?)是德里蘇丹國統治下孟加拉的穆斯林征服者。他在13世紀發動了一場侵略吐蕃的運動。他的動機是希望控制吐蕃和印度之間的利潤豐厚的貿易路線。越過錫金和不丹之後，探險隊前往春丕河谷，但他被吐蕃人擊敗並被迫撤退。他的失敗被認為是“災難”。

## 背景
穆斯林在1198年至1202年間推翻了位於高爾的西那王朝後征服了孟加拉。孟加拉總督巴赫蒂亞爾希爾吉後來醉心於征服吐蕃。孟加拉有一條通過西藏到中國的部分地區和東南亞傳統貿易路線，這些地區是金礦和銀礦的所在地。服吐蕃也是馬的來源。攻佔吐蕃將使孟加拉能夠控制中國與歐洲之間的北部絲綢之路。
遠征軍隊得到了印度山腳下梅奇部落的阿里·梅奇的幫助。他是部落首領，最近又皈依伊斯蘭教，他通過為他們提供指導幫助遠征軍隊前進。

## 戰役
哈爾吉率領10000名騎兵由高爾出發，並沿著布拉馬普特拉河向北前行。他向迦摩缕波國王請求借道通過，在那裡他的軍隊越過提斯塔河上一條古老的石橋。哈爾吉向迦摩缕波國王表示支持，國王允許孟加拉軍隊通過他的領土。探險隊通過今天的錫金和不丹到達了西藏春丕河谷。蘇丹國部隊開始搶掠山谷中的村莊。
入侵引發了吐蕃人的起義。哈爾吉命令他的部隊撤退，但在山區逃亡路線上，穆斯林軍隊遭到吐蕃游擊隊的襲擊，入侵軍隊被擊潰。當地高冷天氣和因為迦摩缕波王國阻止通過早前的提斯塔河橋樑，使穆斯林軍隊進一步蒙受損失。記錄說卡爾吉只有幾百名騎士返回孟加拉。

## 事後
哈爾吉在戰後不久去世，一說是健康問題另一說是被暗殺。這次遠征把伊斯蘭教傳入印度很多地方。